# Nordians hög

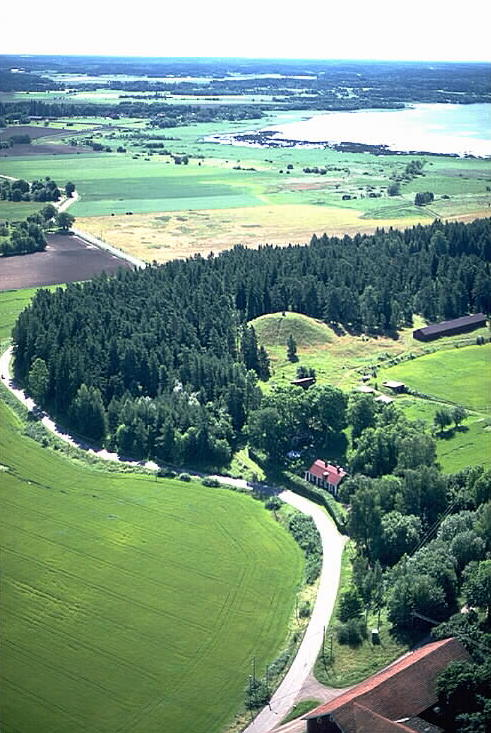
Nordians hög in der Bildmitte

Nordians hög (RAÄ-Nr. Norrsunda 31:1 – auch „Kööhögen“ oder „Kung Nordians hög“) ist einer von 164 größeren Grabhügeln in Uppland und einer der größten in Schweden. Er befindet sich in Åshusby bei Norrsunda in der Gemeinde Sigtuna. Etwa einen Kilometer südlich liegt der See Fysingen.

## Beschreibung
Nordians hög liegt auf einem etwa 25 Meter hohen Hügel aus Kies. Nach Daniel Langhammers Berechnung hatte er einen Durchmesser von 53 bis 56 Metern. Nach dem amtlichen Schutzregister beträgt der Durchmesser etwa 50 Meter, die Höhe betrug bis zu 12 Metern. Er ist einer der bedeutendsten Hügel Upplands und nach der Terminologie von Åke Hyenstrand (1939–2007) ein „Kungshögen“. Auf dem Hügel steht ein 1,9 Meter hoher, 1,7 Meter breiter und 0,3 bis 0,4 Meter dicker Bautastein.
Der Hügel ist von einem Gräberfeld umgeben, das aus 152 runden und 20 rechteckigen Steinsetzungen, zehn kleineren Hügeln, fünf Bautasteinen, zwei Treuddar und einer Schiffssetzung besteht. Zehn Steinsetzungen haben eine zentrale Grabkugel (schwedisch Gravklot, Grav orb oder Stenklot).
Auf dem Gräberfeld der Eisenzeit fanden keine Ausgrabungen statt.